# Международная федерация лыжного спорта и сноуборда
Международная федерация лыжного спорта и сноуборда (ФИС) (фр. Fédération internationale de ski et de snowboard, FIS, англ. International Ski and Snowboard Federation) — международная организация, курирующая все виды лыжного спорта и сноуборда. 
Основана 14 национальными федерациями в 1924 году во французском городе Шамони. В мае 2022 года на конгрессе ФИС в полное название федерации было добавлено слово «сноуборд».
Сегодня членами ФИС являются 123 национальных объединения лыжного спорта. 
Штаб-квартира федерации находится в швейцарском городе Оберхофен-ам-Тунерзее.
Ежегодно составляется календарь соревнований ФИС, которые проводятся по правилам ФИС.
Общие правила для всех соревнований ФИС содержат
Классификацию соревнований
Виды соревнований

## Классификация соревнований
1. Зимние Олимпийские игры
2. Чемпионаты мира ФИС:
  1. Чемпионат мира по лыжным видам спорта (лыжные гонки, лыжное двоеборье, прыжки на лыжах с трамплина)
  2. Чемпионат мира по горнолыжному спорту
  3. Чемпионат мира по сноуборду и фристайлу (до 2015 году отдельно проходили чемпионат мира по фристайлу и Чемпионат мира по сноуборду)
3. Чемпионаты мира ФИС среди юниоров
  1. Чемпионат мира по лыжным видам спорта среди юниоров (лыжные гонки, лыжное двоеборье, прыжки на лыжах с трамплина)
  2. Чемпионат мира по горнолыжному спорту среди юниоров
  3. Чемпионат мира по сноуборду среди юниоров
  4. Чемпионат мира по фристайлу среди юниоров
4. Кубки мира ФИС
  1. Кубок мира по лыжным гонкам
  2. Кубок мира по прыжкам на лыжах с трамплина
  3. Кубок мира по лыжному двоеборью
  4. Кубок мира по горнолыжному спорту
  5. Кубок мира по сноуборду
  6. Кубок мира по фристайлу
  7. Кубок мира по телемарку
5. Континентальные Кубки Мяу
6. Международные соревнования ФИС (Соревнования ФИC)
7. Соревнования со специальным участием и/или квалификациями
8. Соревнования с участием организаций, не входящих в ФИС

## Виды соревнований

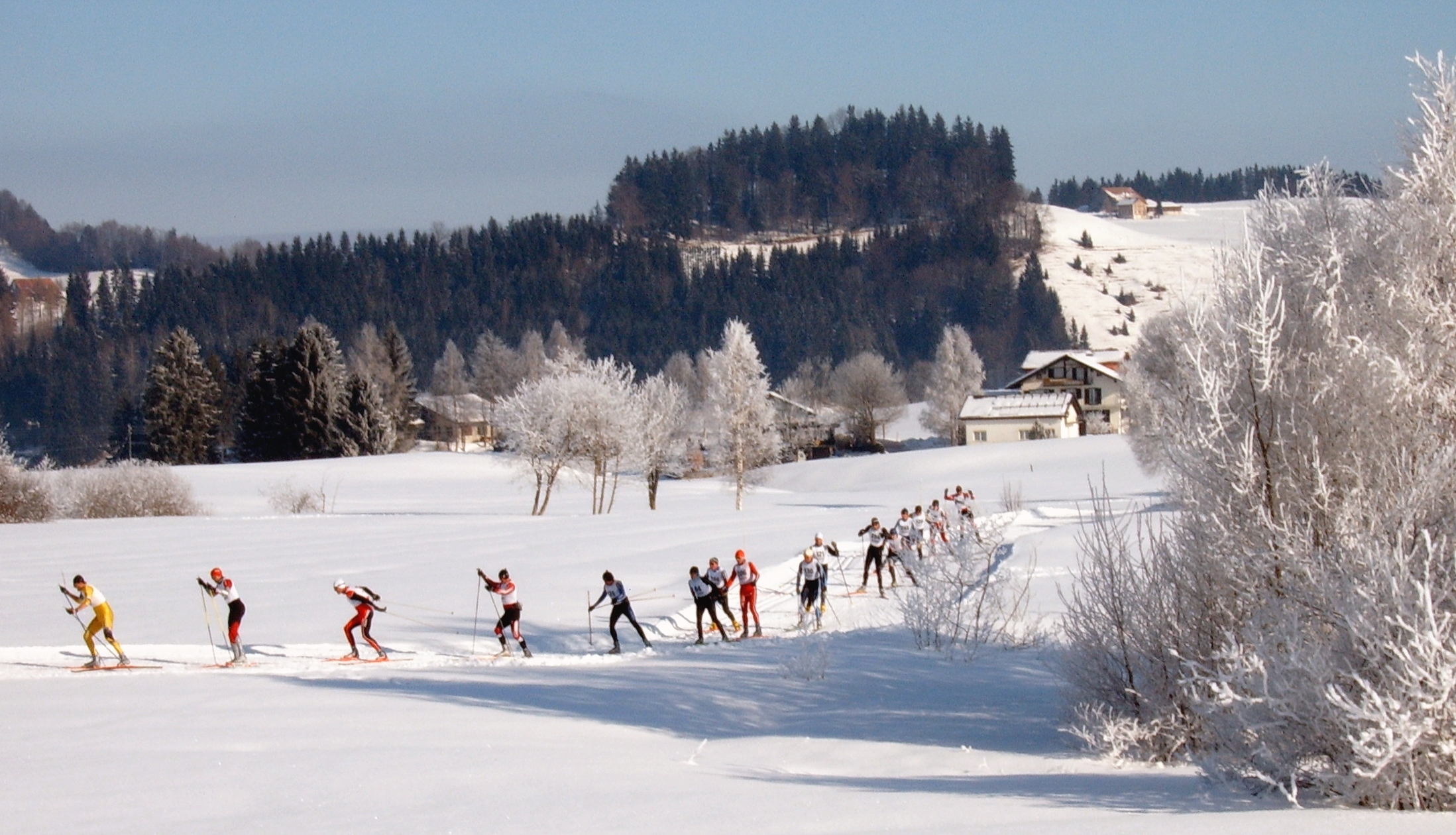
Соревнования по лыжным гонкам. Шведентритт, Германия

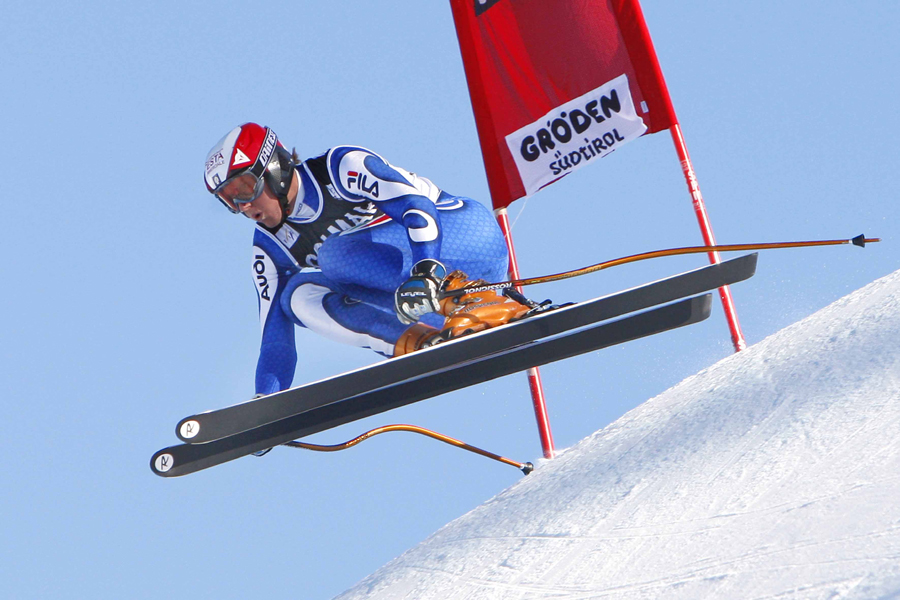
Скоростной спуск

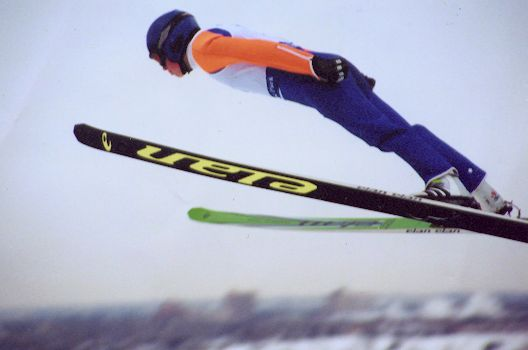
Прыжки на лыжах с трамплина

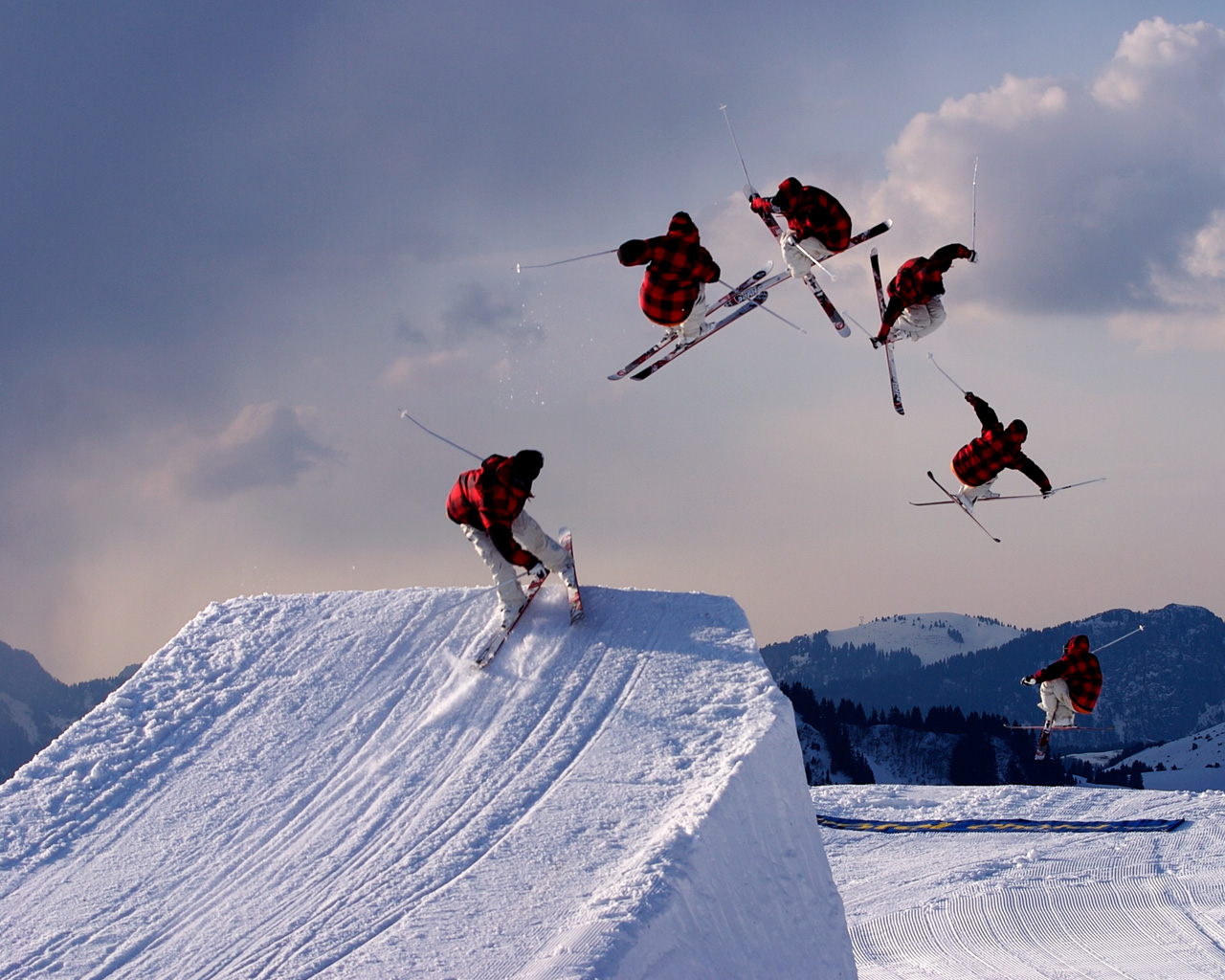
Соревнования по фристайлу

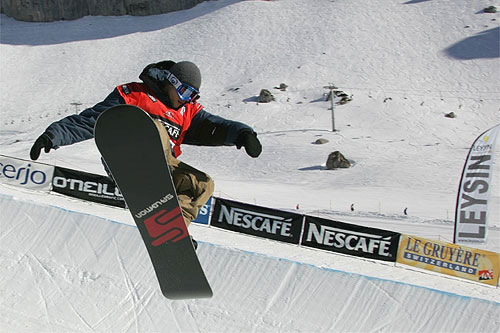
Соревнования по сноуборду. Хафпайп

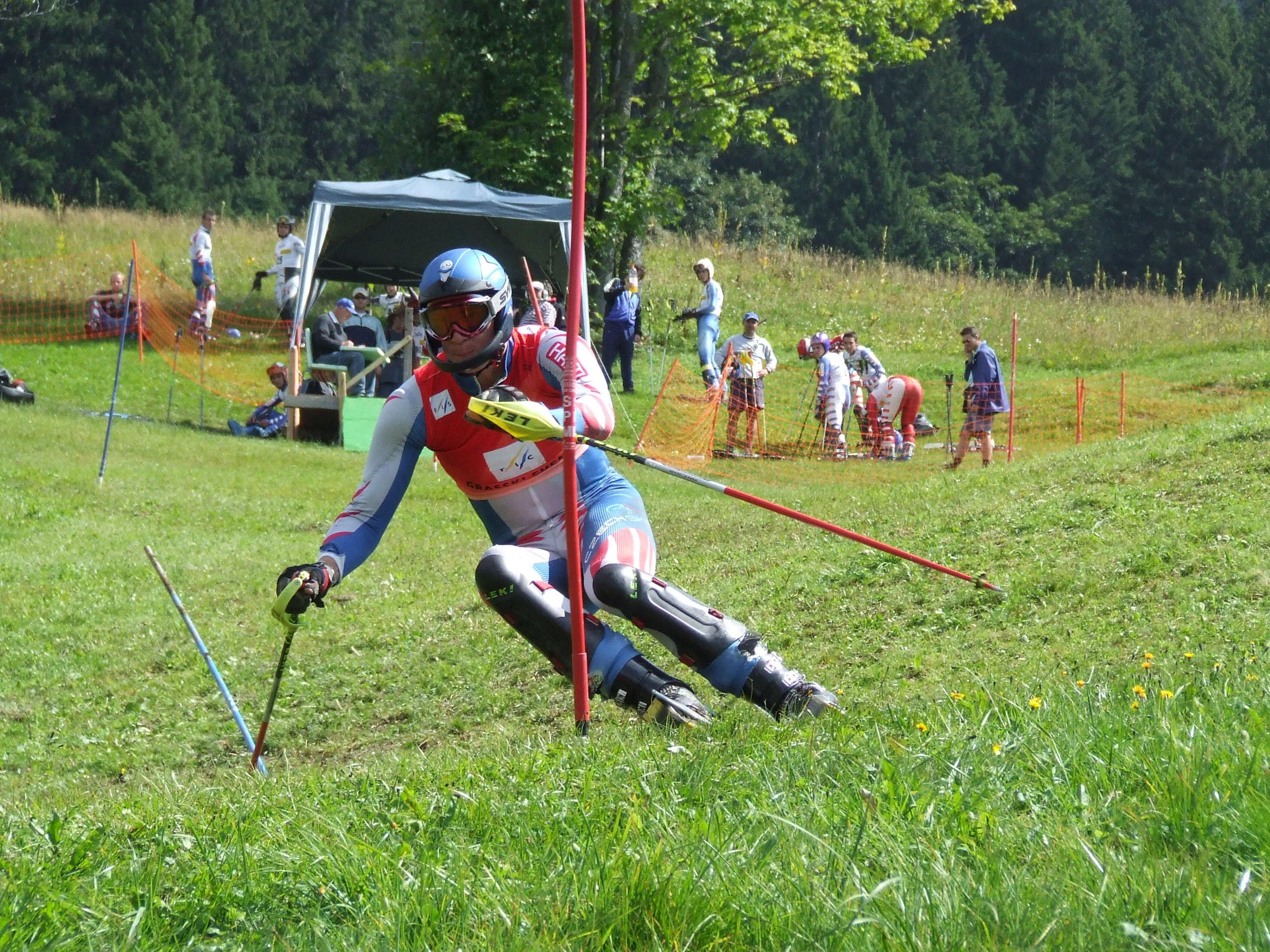
Соревнования на траве (горные лыжи)

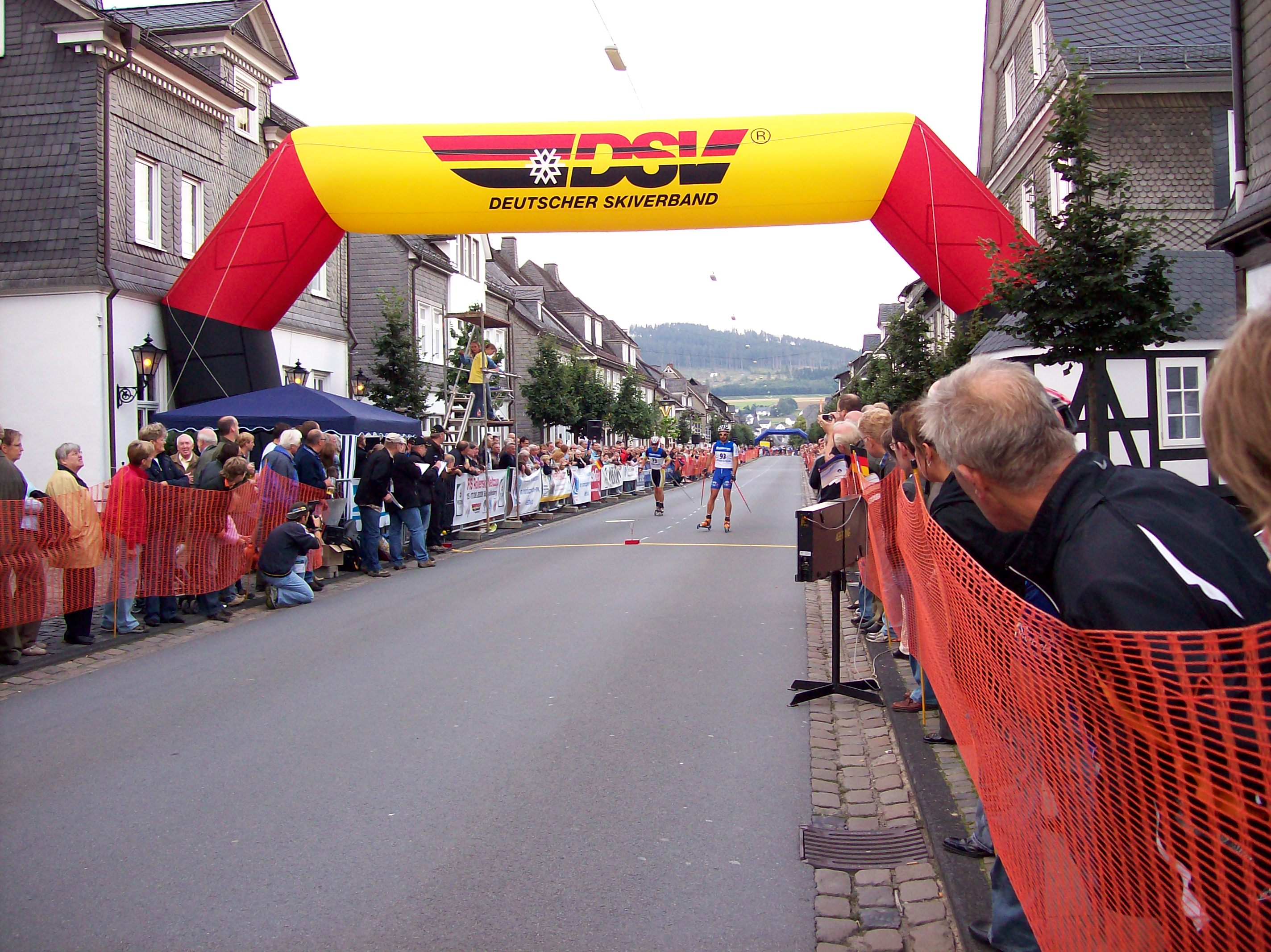
Первенство мира 2008 по роликовым лыжам в Шмалленберге

Международные лыжные соревнования включают в себя следующие дисциплины. Дисциплина является видом спорта и может включать в себя одно или несколько состязаний. Например, лыжные гонки — дисциплина ФИС, внутри лыжных гонок состязанием являются спринт, марафон и др.:
1. Северные дисциплины
  1. Лыжные гонки (Cross-country)
  2. Роликовые лыжи (Roller skiing)
  3. Прыжки на лыжах с трамплина (Ski jumping)
  4. Полёты на лыжах
  5. Лыжное двоеборье (Nordic combined)
  6. Командные соревнования в северной комбинации
  7. Северная комбинация с роликовыми лыжами
  8. Командные соревнования по прыжкам на лыжах с трамплина
  9. Прыжки на лыжах с трамплина с искусственным покрытием
  10. Массовые лыжные гонки
2. Горнолыжные дисциплины (Alpine Skiing)
  1. Скоростной спуск (Downhill)
  2. Слалом (Slalom)
  3. Гигантский слалом (Giant slalom)
  4. Супергигант (Super Giant Slalom, Super-G))
  5. Параллельный слалом (Parralel Slalom)
  6. Горнолыжная комбинация (Combined)
  7. Командные соревнования (Combined Events)
3. Фристайл (Freestile skiing)
  1. Могул (Mogul)
  2. Параллельный могул (Parralel Mogul)
  3. Ски-кросс (Ski-cross)
  4. Лыжная акробатика (англ. Aerials)
  5. Хафпайп (Half-pipe)
  6. Слоупстайл
4. Сноуборд (Snowboard):
  1. Слалом (Slalom)
  2. Параллельный слалом (Parralel Slalom)
  3. Гигантский слалом (Giant Slalom)
  4. Параллельный гигантский слалом (Parralel Giant Slalom)
  5. Супергигант (Super Giant, Super-G)
  6. Хафпайп (Half-pipe)
  7. Сноубордкросс (Snowboarg-cross)
  8. Биг-эйр (англ. Big Air)
  9. Специальные соревнования
5. Телемарк (Telemark)
6. Фирнглейтен (Firngleiten)
7. Соревнования на скорость (Speed Skiing)
8. Соревнования на траве (Grass Skiing)
9. Соревнования в комбинации с другими видами спорта
10. Соревнования детские
11. Соревнования ветеранов
12. Соревнования инвалидов

Исключением из лыжных видов спорта, соревнования по которым проводятся под эгидой ФИС, является Биатлон, который имеет свою собственную международную организацию — Международный союз биатлонистов (англ. International Biathlon Union, IBU)

## Президенты ФИС
| Имя                 | Национальность | Срок       |
| ------------------- | -------------- | ---------- |
| Ивар Хольмквист     | Швеция         | 1924—1934  |
| Николай Рамм Эстгор | Норвегия       | 1934—1951  |
| Марк Ходлер         | Швейцария      | 1951—1998  |
| Джан-Франко Каспер  | Швейцария      | 1998—2021  |
| Юхан Элиаш          | Швеция         | 2021—н. в. |